# Figueiró dos Vinhos
Figueiró dos Vinhos là một huyện thuộc tỉnh Leiria, Bồ Đào Nha. Huyện này có diện tích 174 km², dân số thời điểm năm 2001 là 7352 người.